# Napoleonwald

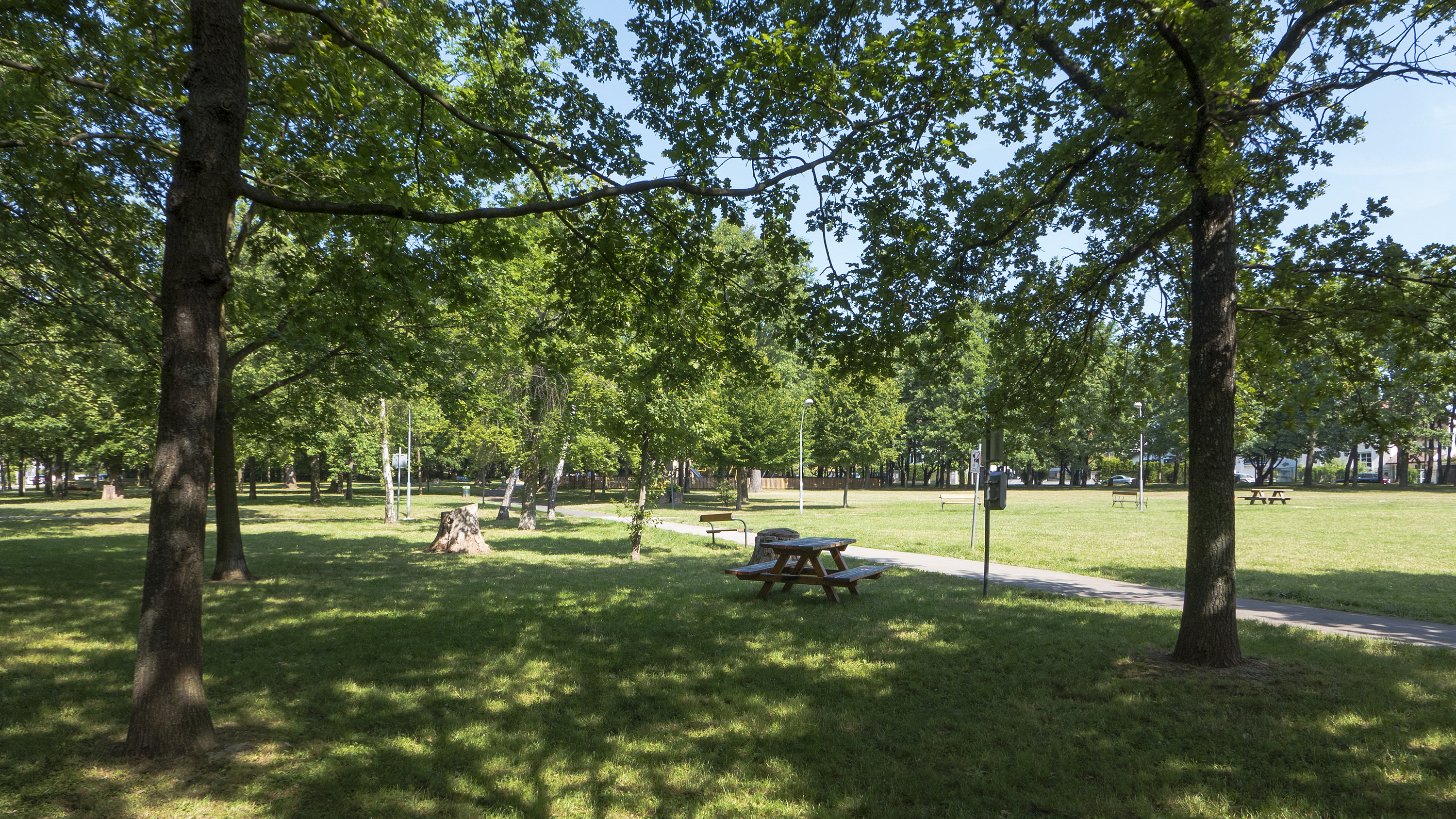
Der Napoleonwald

Der Napoleonwald ist eine Grünfläche im Süden des 13. Wiener Gemeindebezirks, Hietzing. Er befindet sich zwischen Jaunerstraße, Augasse, Anatourgasse und Felixgasse.
Er ist ein Rest des hier um 1920 im Lainzer Tiergarten noch stockenden Leitenwaldes, der sich von der heutigen Anatourgasse im Osten bis in den heutigen Tiergarten im Westen (Gipfel 371 m ü. A.) sowie bis zum Lainzerbach im Norden erstreckte. Der östliche Leitenwald wurde Anfang der 1920er Jahre für Siedlungen auf Tiergartenareal aus dem Tiergarten ausgegliedert und größtenteils abgeholzt (das Gebiet des Leitenwaldes befand sich damals jenseits der Wiener Stadtgrenze in der Gemeinde Mauer bei Wien und wurde 1938 in den 13. Bezirk eingemeindet).
Der Napoleonwald umfasst rund 3,25 ha. Bis etwa 1954 war er ein reiner Eichenbestand (rund 60 Bäume: Stiel- und Zerreiche); seither wurde er auch mit anderen Baumarten bepflanzt, während die Eichen (wohl seit Napoleon) ihre Altersgrenze erreichen. Früher wurde er von einem Bach durchflossen, an den noch heute ein Wildrosen-Gebüsch erinnert; es handelt sich um den Quellbach des heute verrohrten Niederreiterbergbachs, der durch den Rosenberggraben entlang der Marktgemeindegasse und Tullnertalgasse zur Liesing floss. An standortkennzeichnenden Tieren waren besonders Hirschkäfer und der Bockkäfer Cerambyx cerdo so häufig, dass sie sich öfters in umliegende Häuser verflogen. Nach dem Zweiten Weltkrieg war der Wald bis etwa 1953 zum Teil zu Erwerbszwecken (unter anderem Kartoffelanbau) parzelliert, sumpfige Stellen wurden mit Bauschutt abgedeckt. Am Nordwestrand liegt ein beliebtes Gasthaus.
Der Name stammt aus der Zeit der napoleonischen Kriege, als der damals hier befindliche Wald abgeholzt wurde: Das Holz diente als Heizmaterial für Napoleon Bonaparte, als er im Schloss Schönbrunn residierte. Czeike nennt den Holzbedarf für Napoleon im Zusammenhang mit seinen Wien-Aufenthalten im November und im Dezember 1805; auch sein mehr als fünfmonatiger Wien-Aufenthalt 1809 kommt in Frage. Später wurde wieder aufgeforstet.